# Liste des championnes du monde poids super-légers de boxe anglaise
La liste des championnes du monde de boxe poids super-légers regroupe les championnes du monde de boxe anglaise de la catégorie des poids super-légers reconnues par les organisations suivantes :
- La WBA (World Boxing Association), fondée en 1921 et succédant à la NBA (National Boxing Association) en 1962,
- La WBC (World Boxing Council), fondée en 1963,
- L'IBF (International Boxing Federation), fondée en 1983,
- La WBO (World Boxing Organization), fondée en 1988.

Mise à jour : 1er décembre 2022

## WBA
| Gain du titre   | Perte du titre  | Championne               | Défenses |
| --------------- | --------------- | ------------------------ | -------- |
| 8 novembre 2004 | 2 décembre 2006 | Myriam Lamare            | 5        |
| 2 décembre 2006 | 2010            | Anne-Sophie Mathis       | 3        |
| 18 février 2011 | 18 janvier 2014 | Mónica Silvina Acosta    | 3        |
| 18 janvier 2014 | 2018            | Ana Laura Esteche        | 4        |
| 28 février 2019 | 25 mai 2019     | Anahí Ester Sánchez (en) | 0        |
| 25 mai 2019     | août 2020       | Jessica McCaskill        | 1        |
| 6 novembre 2020 | 2022            | Kali Reis                | 2        |
| 5 novembre 2022 |                 | Chantelle Cameron        | 0        |

## WBC
| Gain du titre    | Perte du titre   | Championne                     | Défenses |
| ---------------- | ---------------- | ------------------------------ | -------- |
| 30 juillet 2005  | 2006             | Mary Jo Sanders                | 0        |
| 8 mars 2008      | 2008             | Anne-Sophie Mathis             | 0        |
| 19 juin 2009     | 2013             | Mónica Silvina Acosta          | 7        |
| 11 octobre 2013  | 16 novembre 2014 | Alejandra Marina Oliveras (en) | 0        |
| 16 novembre 2014 | 6 octobre 2018   | Érica Farías (en)              | 4        |
| 6 octobre 2018   | août 2020        | Jessica McCaskill              | 2        |
| 4 octobre 2020   |                  | Chantelle Cameron              | 4        |

## IBF
| Gain du titre     | Perte du titre  | Championne                       | Défenses |
| ----------------- | --------------- | -------------------------------- | -------- |
| 5 novembre 2011   | 2012            | Myriam Lamare                    | 0        |
| 12 septembre 2014 | 25 mai 2016     | Marisa Gabriela Núñez            | 0        |
| 25 mai 2016       | 4 novembre 2016 | Adela Celeste del Carmen Peralta | 0        |
| 4 novembre 2016   | 2019            | Ana Laura Esteche                | 1        |
| 12 janvier 2019   | 2019            | Victoria Noelia Bustos (en)      | 0        |
| 5 décembre 2019   | 30 octobre 2021 | Mary McGee (en)                  | 1        |
| 30 octobre 2021   |                 | Chantelle Cameron                | 3        |

## WBO
| Gain du titre    | Perte du titre  | Championne                       | Défenses |
| ---------------- | --------------- | -------------------------------- | -------- |
| 4 décembre 2010  | 2016            | Fernanda Soledad Alegre          | 11       |
| 14 mai 2016      | 4 novembre 2016 | Adela Celeste del Carmen Peralta | 0        |
| 4 novembre 2016  | 2017            | Ana Laura Esteche                | 1        |
| 8 septembre 2018 | 2018            | Amanda Serrano                   | 0        |
| 24 mars 2019     | 2 novembre 2019 | Christina Linardatou (en)        | 1        |
| 2 novembre 2019  | 2019            | Katie Taylor                     | 0        |
| 8 février 2020   | 2021            | Christina Linardatou             | 0        |
| 19 novembre 2021 | 2022            | Kali Reis                        | 0        |
| 5 novembre 2022  |                 | Chantelle Cameron                | 0        |